# RUNNIN' WILD LIVE
『RUNNIN' WILD LIVE』（ランニン・ワイルド・ライブ）は、カーネーションのライブ・アルバム。2005年9月21日にCAR RECORDSより発売。
2005年の春に行われたツアー「RUNNIN' WILD JAPAN」のライブ音源をマスタリングして収録。ライブ会場とAmazon.co.jpでのみ限定販売。
ライブ盤のため歌詞カードは付属していない。
2023年5月5日に全曲完全盤の「RUNNIN' WILD LIVE (Complete Edition)」がBandcampにて配信された。

## 収録曲
1. スペードのエース
2. 気楽にやろうぜ
3. サンセット・サンセット
4. さよならマーティン・デニー
5. SUPER ZOO !
6. ぼうふら漂流族
7. PARADISE EXPRESS